# James Thomas Humberstone
Pour les articles homonymes, voir Humberstone.
James Thomas Humberstone aussi connu sous le nom de Santiago Humberstone,  est né le 8 juillet 1850 à Douvres, en Angleterre, il est mort à Iquique le 12 juin 1939 et il a été enterré au cimetière britannique de Tiliviche, au Chili. C'était un ingénieur chimiste anglais qui, en 1872, fonda la Peruvian nitrate monopoly (en) pour extraire du salpêtre dans la province de Tarapacá au Pérou (qui fait maintenant partie de la Région de Tarapacá au Chili). Il a présenté le système Shanks et d'autres innovations à l'industrie.
La ville minière de Humberstone avait été rattachée aux usines de salpêtre de Humberstone et de Santa Laura. Abandonnées elles ont été déclarées site du patrimoine mondial de l'UNESCO en 2005,. 

## Biographie
James Thomas Humberstone est né à Douvres , en Angleterre. Son grand-père avait été le directeur du groupe de la Garde écossaise, et  son père Decimus a travaillé comme préposé au courrier dans le bureau de la poste. 
Sa famille a quitté à Londres alors qu'il était jeune, James Thomas Humberstone a travaillé pour le London and North Western Railway à l'âge de 17 ans, ce n'est que plus tard, qu'il a rejoint la Royal School of Mines, une école des mines britannique fondée en 1851. 
À l'âge de 25 ans, il a été embauché par la Tarapaca Nitrate Company List of saltpeter works in Tarapacá and Antofagasta (en), et a été muté ainsi pour l' Amérique du Sud. James Thomas humberstone est arrivé au port péruvien de Pisagua le 6 janvier 1875, où il a commencé à travailler comme chimiste et ingénieur.

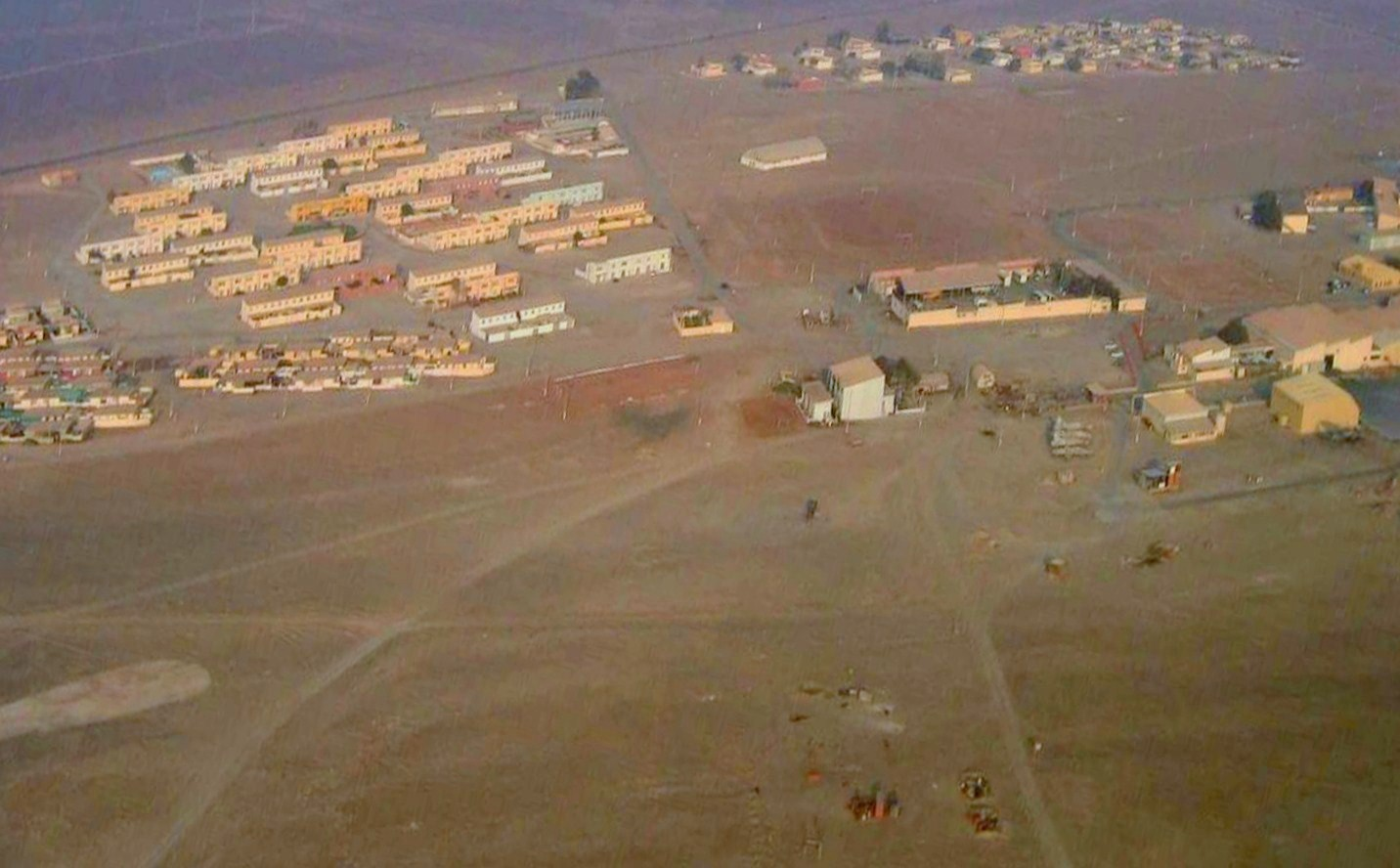
Survol de Antofagasta.- El Loa Airport

En 1878, il a mis en œuvre le système Shanks pour l'extraction du carbonate de sodium . Il a également apporté d'autres modifications telles que le transfert des eaux usées pour éviter de perdre les matériaux dans la roche.
En 1879, dans le cadre de la guerre du Pacifique , l'armée chilienne débarqua à Pisagua et, par conséquent, de nombreux employés de bureau se rendirent à la Pampa pour se mettre en sécurité. James Thomas Humberstone, sa femme, sa mère et ses deux filles les accompagnaient. Quand ils sont arrivés à Tarapaca, le gouverneur les a priés de se rapprocher d'Arica parce que l'armée chilienne approchait. Ils ont traversé le désert car ils  voulaient éviter la côte, ce qui leur a demandé vingt jours avant d'arriver à Arica. Lorsque la guerre a pris fin et que Tarapaca a été rattaché au Chili, James Thomas Humberstone est retourné dans son entreprise minière.

## Distinction

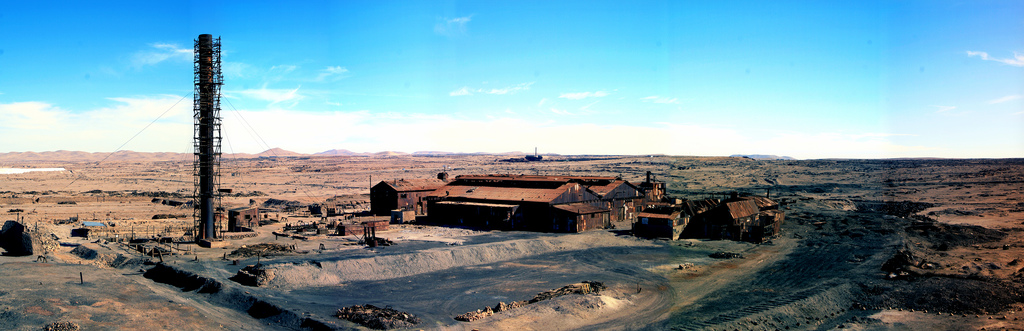
Complexe de Humberstone à Pozo Almonte, (Tarapacá)

En 1936, le roi George VI de Grande-Bretagne lui a conféré l' Ordre de l'Empire britannique.
En son honneur, le bureau de La Palma, à quelques kilomètres d'Iquique, a été rebaptisé Bureau de salpêtre de Santiago Humberstone.